# Zhao Leji

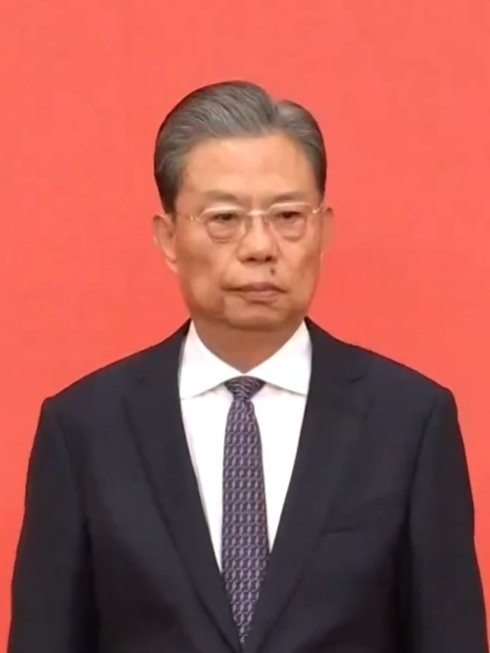
Zhao Leji, 2022

Zhao Leji (chinesisch 赵乐际, Pinyin Zhào Lèjì; * 8. März 1957 in Xi’an in der Provinz Shaanxi) ist ein chinesischer Politiker und seit Oktober 2017 Mitglied des 19. und 20. Ständigen Ausschusses des Politbüros der Kommunistischen Partei Chinas. Am 10. März 2023 wurde Zhao Leji zum Vorsitzenden des Ständigen Ausschusses des Nationalen Volkskongresses gewählt.

## Werdegang
Zhao Leji wurde in Xi’an in der Provinz Shaanxi geboren. Er wurde im Jahr 1975 in die Kommunistische Partei Chinas aufgenommen. Von 1977 bis 1980 studierte er Philosophie an der Peking-Universität. Anschließend war er in verschiedenen Positionen in der Provinz Qinghai tätig. Von 1994 bis 1997 war er Vizegouverneur der Provinz Qinghai. Anschließend von 1999 bis 2007 übte er das Amt des stellvertretenden Sekretärs des Parteikomitees aus und bis 2004 das Amt des Gouverneurs der Provinz Qinghai. Anschließend ging er in die Provinz Shaanxi und war dort Sekretär des Parteikomitees und Vorsitzender des Ständigen Ausschusses des Nationalen Volkskongresses der Provinz Shaanxi. Von 2012 bis 2017 war er Mitglied des Politbüros und Mitglied des Sekretariats des Zentralkomitees der Kommunistischen Partei Chinas.
Zhao wurde am 25. Oktober 2017 in den siebenköpfigen 19. Ständigen Ausschuss des Politbüros gewählt. Gleichzeitig wurde er Nachfolger von Wang Qishan als Sekretär (Leiter) der Zentralen Disziplinarkommission der KPCh. Am 23. Oktober 2022 wurde er in den 20. Ständigen Ausschuss des Politbüros der Kommunistischen Partei Chinas gewählt.